# Assarakos
Assarakos – w mitologii greckiej drugi syn władcy Troi Trosa. Odziedziczył tron po swoim starszym bracie Ilosie. Ożenił się z  Aigestą. Jego synem i spadkobiercą został Kapys. Jego bratem był Ganimedes posłaniec Zeusa.